# Dotnacht
Dotnacht è una frazione del comune svizzero di Kemmental, nel Canton Turgovia (distretto di Kreuzlingen).

## Storia

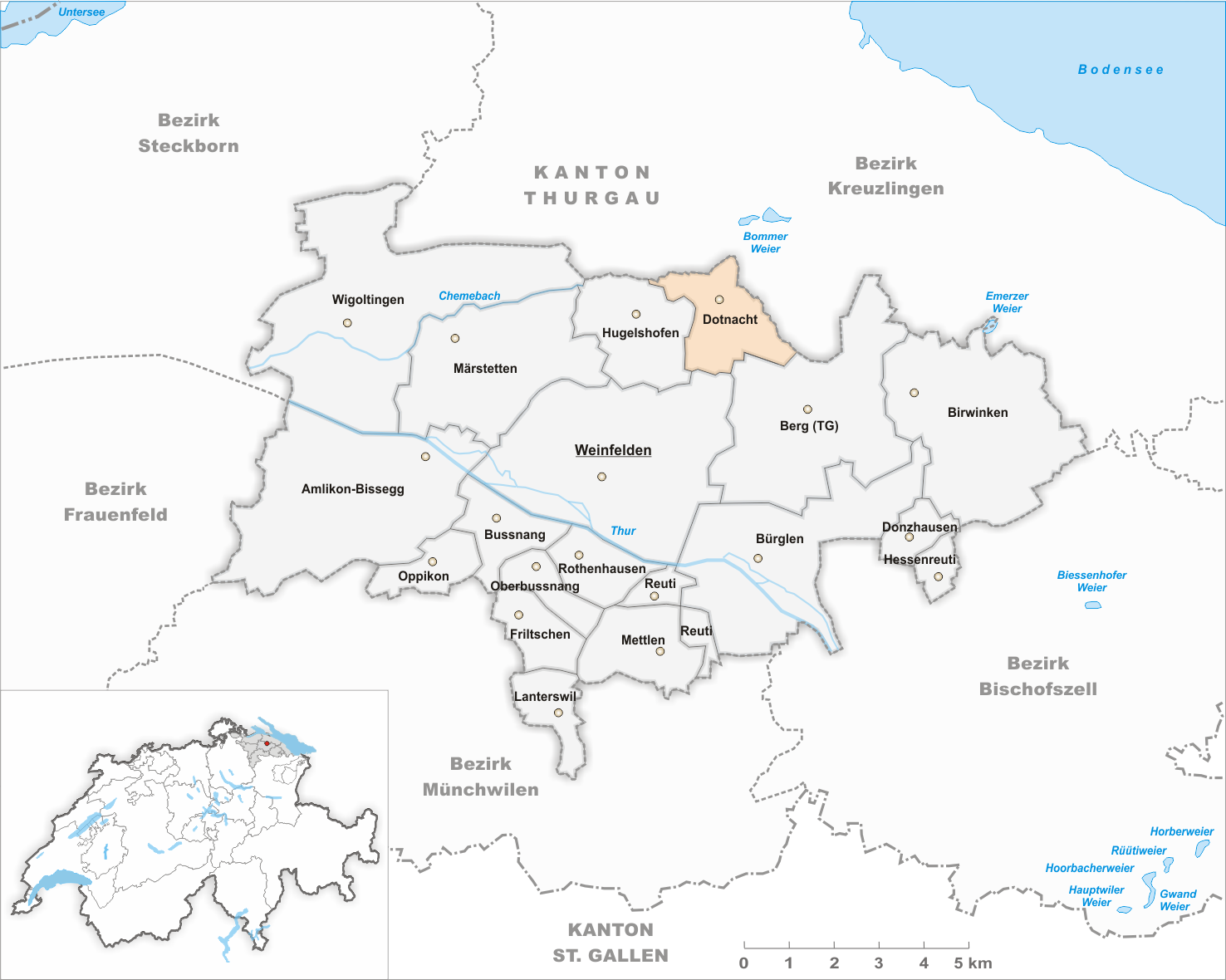
Il territorio del comune di Dotnacht prima degli accorpamenti comunali del 1996

Già comune autonomo (Ortsgemeinde) che comprendeva anche le frazioni di Altshof, Aufhäusern ed Engelswilen, nel 1996 è stato aggregato agli altri comuni soppressi di Alterswilen, Altishausen, Ellighausen, Hugelshofen, Lippoldswilen, Neuwilen e Siegershausen per formare il nuovo comune di Kemmental.

## Società

### Evoluzione demografica
L'evoluzione demografica è riportata nella seguente tabella:
Abitanti censiti

## Amministrazione
Ogni famiglia originaria del luogo fa parte del cosiddetto comune patriziale e ha la responsabilità della manutenzione di ogni bene ricadente all'interno dei confini della frazione.